# 737 Арекипа
737 Arequipa је астероид главног астероидног појаса. Приближан пречник астероида је 44,07 ,
а средња удаљеност астероида од Сунца износи 2,592 астрономских јединица (АЈ).
Инклинација (нагиб) орбите у односу на раван еклиптике је 12,355 степени, а орбитални период износи 1524,789 дана (4,174 године). Ексцентрицитет орбите астероида износи 0,242.
Апсолутна магнитуда астероида износи 8,81 а геометријски албедо 0,272.
Астероид је откривен 7. децембра 1912. године.